# Athinaikos
El Athenaicos, conocido oficialmente como Athenaicos AS FC, es un equipo de fútbol de Grecia que juega en la Primera División de Atenas, la quinta liga de fútbol más importante del país.

## Historia
Fue fundado en el año 1917 en la capital Atenas y su nombre se debe a que es el equipo que representa a los suburbios de la capital, en Vironas. Es uno de los miembros fundadores de la Federación Helénica de fútbol.
A inicios de los años 50 se fusionaron con el Nea Elvetia, fundado en 1935 para crear al Athenaicos Neas Elvetias AS y también cuenta con equipos en baloncesto y balonmano. Nunca ha sido campeón de liga ni ha ganado el título de Copa, aunque ha alcanzado la final en 1 ocasión.
A nivel internacional ha participado en 1 torneo continental, en la Recopa de Europa de Fútbol de 1991/92, donde fue eliminado en la Primera Ronda por el Manchester United FC de Inglaterra, en el momento más memorble de su historia.

## Palmarés
- Copa de Grecia: 0
  - Finalista: 1

1990/91

## Participación en competiciones de la UEFA
- Recopa de Europa de Fútbol: 1 aparición

1992 - Primera Ronda

### Récord europeo
| Temporada | Torneo                | Ronda | Club                 | Casa | Visita     |
| --------- | --------------------- | ----- | -------------------- | ---- | ---------- |
| 1991/92   | UEFA Cup Winners' Cup | 1     | Manchester United FC | 0–0  | 0–2 (t.e.) |

## Jugadores destacados
- Angelos Charisteas